# Estació de Sant Vicenç de Castellet
Sant Vicenç de Castellet és una estació de ferrocarril propietat d'adif situada a l'est de la població de Sant Vicenç de Castellet a la comarca del Bages. L'estació es troba a la línia Barcelona-Manresa-Lleida i hi tenen parada trens de la línia R4 i la línia RL4 de Rodalies de Catalunya, operats per Renfe Operadora.
Aquesta estació de la línia de Manresa va entrar en funcionament l'any 1859 quan va entrar en servei el tram construït per la Companyia del Ferrocarril de Saragossa a Barcelona entre Terrassa (1856) i Manresa.
L'estació es troba molt propera, a uns cinc minuts caminant, de l'estació de Sant Vicenç - Castellgalí de la Línia Llobregat-Anoia de FGC.
L'any 2016 va registrar l'entrada de 214.000 passatgers.

## Serveis ferroviaris
| Procedència/Destinació                                  | <                                                                         | Línia | >                         | Procedència/Destinació    |
| ------------------------------------------------------- | ------------------------------------------------------------------------- | ----- | ------------------------- | ------------------------- |
| Rodalia de Barcelona                                    |                                                                           |       |                           |                           |
| Sant Vicenç de Calders Vilafranca del Penedès Martorell | Castellbell i el Vilar-Monistrol de Montserrat Terrassa Estació del Nord¹ |       | Manresa                   | Manresa                   |
| Rodalia de Lleida                                       |                                                                           |       |                           |                           |
| Lleida Pirineus                                         | Manresa                                                                   |       | Terrassa Estació del Nord | Terrassa Estació del Nord |

1. Alguns trens de rodalia no fan parada entre Sant Vicenç de Castellet i Terrassa, sent la següent o anterior Terrassa.